# Pterolophia javicola
Pterolophia javicola är en skalbaggsart som beskrevs av Fisher 1936. Pterolophia javicola ingår i släktet Pterolophia och familjen långhorningar. Inga underarter finns listade i Catalogue of Life.